# Walter Fasano
Walter Fasano (ur. 10 kwietnia 1970 w Bari) – włoski montażysta i reżyser filmowy.

## Kariera
W branży filmowej pracuje od lat dziewięćdziesiątych. Współpracował z takimi reżyserami, jak Dario Argento, Luca Guadagnino, Marco Ponti, Maria Sole Tognazzi, Lucio Pellegrini i Ferzan Özpetek. Za montaż komedii Santa Maradona (2001) nominowano go do nagrody Golden Ciak. Nagradzana była także jego praca nad melodramatem Tamte dni, tamte noce (2017). W 1997 roku wyreżyserował film pełnometrażowy, Edmondo, a w 2013 − dokument Bertolucci on Bertolucci, poświęcony Bernardowi Bertolucciemu.

## Filmografia
- 1995: L'ultimo uomo
- 2004: Podróż tam i z powrotem (A/R: Andata+ritorno)
- 2004: Krwawy gracz (Il Cartaio)
- 2005: Czy lubisz Hitchcocka? (Ti piace Hitchcock?)
- 2005: Melissa P.
- 2006: 4-4-2 − Najlepsza gra na świecie (4-4-2 − Il gioco più bello del mondo)
- 2007: Matka łez (La Terza madre)
- 2008: Mężczyzna, który kocha (L'Uomo che ama)
- 2009: Jestem miłością (Io sono l'amore)
- 2010: Dzieci gwiazd (Figli delle stelle)
- 2013: Bertolucci on Bertolucci (także reżyser)
- 2013: Sędzia (L'Arbitro)
- 2014: Bota (Bota Café)
- 2015: Nienasyceni (A Bigger Splash)
- 2017: Never Here
- 2017: Tamte dni, tamte noce (Call Me by Your Name)

## Nagrody i wyróżnienia
- 2002, Golden Ciak Awards:
  - nominacja do nagrody Golden Ciak (za montaż filmu Santa Maradona)[1]
- 2012, Włoski Narodowy Syndykat Dziennikarzy Filmowych:
  - nominacja do nagrody Nastro d’argento (Magnifica presenza)[1]
- 2013, Włoski Narodowy Syndykat Dziennikarzy Filmowych:
  - nominacja do nagrody Nastro d’argento (Viaggio sola)[1]
- 2013, ceremonia wręczenia nagród David di Donatello:
  - nominacja do nagrody David di Donatello (Viaggio sola)[1]
- 2014, Włoski Narodowy Syndykat Dziennikarzy Filmowych:
  - nominacja do nagrody Nastro d’argento (Bertolucci on Bertolucci)[1]
- 2016, International Online Cinema Awards (INOCA):
  - nagroda Halfway (Nienasyceni) (ex aequo z Etienne’em Boussakiem, montażystą filmu W objęciach węża)[1]
- 2017, Chicago Film Critics Association Awards:
  - nominacja do nagrody CFCA (Tamte dni, tamte noce)[1]
- 2018, Independent Spirit Awards:
  - nominacja do nagrody Independent Spirit (Tamte dni, tamte noce)[1]